# ウィルタ
ウィルタ（ウィルタ語: уилта、ロシア語: Ороки）は、ロシア連邦サハリン州の樺太（サハリン島）東岸を主な居住域とする少数民族で、ツングース系に属する。その生活の舞台は、伝統的には樺太中部の幌内川流域と北部のロモウ川流域であった。アイヌからはオロッコ (Orokko) と呼ばれた。オロチ族ないしオロチョン族と混同されることもあるが、異なる民族である。本来の言語はツングース諸語の系統であるウィルタ語である。なお、言語学者を中心にUiltaを「ウイルタ」と書くこともある。

## 居住域と人口

ロシア極東地方の2010年国勢調査におけるウィルタ集落

ウィルタは、ロシア連邦による2002年の国勢調査ではロシア国内に346人おり、そのうち、298人はサハリン（樺太）で生活している。主な居住域は、かつてはサハリン島の中部から北部にかけての東岸（幌内川・ロモウ川流域）であったが、2002年の調査ではサハリン島南部のポロナイスク（旧敷香郡敷香町）に119人、北部ノグリキ地区のヴァル村に105人住んでおり、この2箇所に集中している。それ以外では、ノグリキ地区のノグリキ村、ポロナイスク地区のガステロ村とヴァフルシェフ村のほか、アレクサンドロフスク・サハリンスキー地区のヴィアフトゥ村、スミルニフ地区のスミルヌイク村、オハ地区、ユジノサハリンスク（豊原）などに散らばっている。ウクライナの人口調査では、自身ウィルタ（オロッコ）に属すると答えた人が959人におよんだものの、ウィルタ語を母語とすると答えた人は12人（1.25パーセント）だけであった。サハリンでは、彼らはニヴフ（ギリヤーク）と近接し、共生している。
人口については、すべての国勢調査がウィルタを独立した民族として扱っているわけではないので、詳細な情報を得るのは困難である。1926年段階では、北部に162人、南部を含めた総人口は約460人であった。1960年では南部のウィルタが160人から170人程度、1989年には全体で約190人という情報がある。戦争の影響や通婚が進んだ影響もあって、自らの出自を名乗らない人も多いため、2012年段階で、多く見積もってもせいぜい300人程度ではないかとも推計されている。なお、民族学者のZ・ソコロフは1990年発行の雑誌『ソビエト民族誌』のなかでウィルタ族とオロチ族の人口は1979年から1989年までの10年で7.7パーセント減少したことに言及している。

## 民族名称
この民族の、他の極東諸民族と区別されるユニークな特徴は、民族グループに与えられる呼称の並外れた多さであり、それは、ウィルタのほか、オロッコ、オロク、オラカタ、オロツコ、オロホ、オロクコ、オロケス、オロックス、オロチョン、オロンゴドフン、オルニール、ドジン、タズン、トズン、ウルタ、ウイルタ、ウルチャル、ウルカ、オルカ、オルチ、オルチャなど20以上におよぶ。「オロッコ」は元来、アイヌによる他称である。自称はウィルタ、ウリタ、ウリチャ、ウィッタ、ウルチャ、ウルチェンなどである。
自称の「ウィルタ」「ウリタ」の語源は ula （ウィルタ語で「飼いならしたトナカイ」の意）であり、ウリタとは「トナカイ保有者」「飼トナカイと共に生活する人」をあらわす。なお、ウィルタ族には大陸の住人と共通するナニ（Nani、「土着の人」の意）という自称もある。
アイヌによる他称「オロッコ」、ロシア人による他称「オロク」「オロチェン」などの起源は、満洲・ツングース語の「オロ oro（家畜としてのトナカイ）」に求められると考えられ、やはり「トナカイの民」「トナカイ飼養者」の意であろうと推測される。

## 歴史
人類学者で考古学者の鳥居龍蔵は、かつて『日本書紀』にみられる「粛慎」をウィルタ族に比定したことがあったが、これには異論もある。元代以降の中国の文献資料に「䚟因」「亦里于」「使鹿部」などとみえる種族については、ウィルタである可能性が指摘されている。

### ウィルタの樺太移住
ウィルタの口頭伝承では、ウィルタの人びとはウリチ（山丹人）と歴史を共有し、ロシア極東のアムグン川の地域からトナカイをともなって樺太（サハリン）へと移住したことが示されている。調査によると、この移住は遅くとも17世紀に起こったと考えられている。

### 山丹交易
江戸時代中期には、北海道 - 樺太 - アムール川流域を舞台に交易があった（山丹交易）。ウリチやアイヌ、ニヴフとともにウィルタもこの交易に加わった。山丹交易の中心は、南樺太のアイヌとアムール川下流域に住んでいたウリチ（山丹人）であり、アイヌは、樺太で捕獲されたテンやカワウソ、キツネの毛皮、日本製の鉄鍋や小刀を持ち込み、一方、ウリチ側からは清国製の絹織物の官服（「蝦夷錦」）、青玉、鷲羽などがもたらされた。タライカ（敷香郡敷香町）のウィルタ族はウリチから得た中国製品をたずさえて南下し、久春古丹（大泊郡大泊町）の松前藩会所で交易した。

### 和人の樺太探検
1700年（元禄13年）、松前藩が江戸幕府に提出した『松前島郷帳』の「からと島」の項に「おれかた」「にくふん」の記載がみえる。「おれかた」は「オロッコ（ウィルタ）」、「にくふん」はニヴフと考えられる。
1800年（寛政12年）に蝦夷地御用御雇に任じられて蝦夷地勤務となった間宮林蔵は、1808年（文化5年）、松田伝十郎とともに樺太探検を命じられた。2人は二手に分かれて進み、伝十郎は西海岸、林蔵は東海岸を進むこととした。林蔵はシラヌシ（本斗郡好仁村）から東へ向かってタライカ（敷香郡敷香町）まで到達したが、小舟が波に翻弄されて食糧も乏しくなり、その先容易に進むことができなかったので、マーヌイ（豊栄郡白縫村）まで引き返して西海岸に出て、伝十郎の後を追ってラッカ岬まで進んだ。このとき、林蔵は樺太西岸のニヴフ集落を訪れ、デレンに置かれた清朝の出先機関のことを聞いている。1809年（文化6年）の探検によって林蔵はナニオーに達し、樺太が島であることを確認した。ニヴフの人びととともに、のちに「間宮海峡」と称される海峡を渡って外満洲からアムール川下流地域へ到達したのである。間宮林蔵は、この探査の過程でタライカのウィルタ民族と遭遇し、『北蝦夷図説』などに「ヲロッコ夷」として叙述したが、これが和人にウィルタの人びとが紹介される最初であった。
1856年に樺太を踏査した松浦武四郎は『北蝦夷余誌』を残し、ウィルタの詳しい図説を描いた。武四郎は、ウィルタ語の語彙のいくつかをカナで書き残しており、ウィルタの人びとの気質については「懦にして惇朴也」と記している。
一方、ロシアでウィルタ族の研究を始めたのは、1852年のN・ボシュニャックが最初であった。

### 近現代
近代の樺太は、領有権の移動に基づいて区分すると以下のようになる。
1. 日露共同領有期（1855年 - 1875年） - 日露和親条約から樺太・千島交換条約まで
2. 全島ロシア領期（1875年 - 1905年） - 樺太・千島交換条約からポーツマス条約まで
3. 南北二分期前半期（1905年 - 1920年） - ポーツマス条約から日本の北サハリン占領まで
4. 事実上の全島日本領期（1920年 - 1925年） - サガレン州派遣軍による北サハリン占領期間
5. 南北二分期後半期（1925年 - 1945年） - 日ソ基本条約から第二次世界大戦終結まで
6. 全島ソ連・ロシア領期（1945年 - ） - 第二次世界大戦終結以降

1855年の下田条約（日露和親条約）以降、樺太は地域をつなぐ島から国境で区切る島へと変貌した。
ロシア帝国は、1858年のアイグン条約と1860年の北京条約ののち、ウィルタの住む土地を支配するようになった。1857年から1906年にかけて、サハリンに流刑地が設定され、多数のロシアの犯罪者や政治亡命者がやってきたが、これはサハリン島にロシア人が住んでいるという既成事実をつくり上げようとする営為でもあった。流刑者のなかには、ウィルタやニヴフ、樺太アイヌを調査した重要な初期民族誌学者であるレフ・シュテルンベルクもいた。1875年の樺太・千島交換条約によってサハリンは全島ロシア領となるが、このことのウィルタにあたえた影響のひとつにロシア正教に改宗した者が現れたことで、ロシア風の名前を子どもにつける人も出始めている。

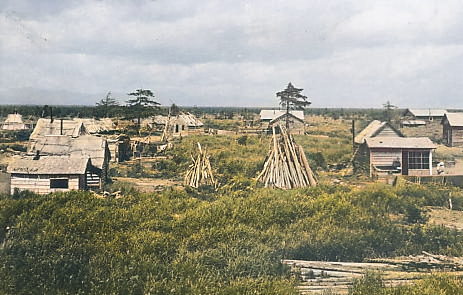
「オタスの杜」（敷香郡敷香町）

一方、日露戦争の勝利によって、1905年（明治38年）、北緯50度以南の樺太は日本領となったが、ウィルタやニヴフは樺太の北部から中部にかけての地域に住んでいたので、日本人とのつながりはアイヌと比較するとだいぶ薄かった。両民族に対しては、1920年代まで樺太庁はほぼ放任状態という姿勢であったが、1926年から1927年にかけて、日本人から隔離して集住させるという方針がとられるようになり、敷香郡敷香町にアイヌ以外の先住民（ウィルタ、ニヴフ、サンダー、キーリン、ヤクート）を集住させる村落「オタスの杜」が造成された。南樺太開拓のためだったといわれている。オタスでは1930年に日本語による教育をおこなう学校（「土人教育所」）が設立され、約40名の児童が実技を身に着けることを重点とした教育を受けた。その一方でオタスは、異民族が住むエキゾチックな空間として人気があり、当時の代表的な観光地のひとつとなった。ただし、実際には、ウィルタ304名、ニヴフ109名（1935年の統計）のうち、オタスに住んだのは半数以下だったといわれている。
ウィルタの旧日本領における人口推移は、以下の通りである。

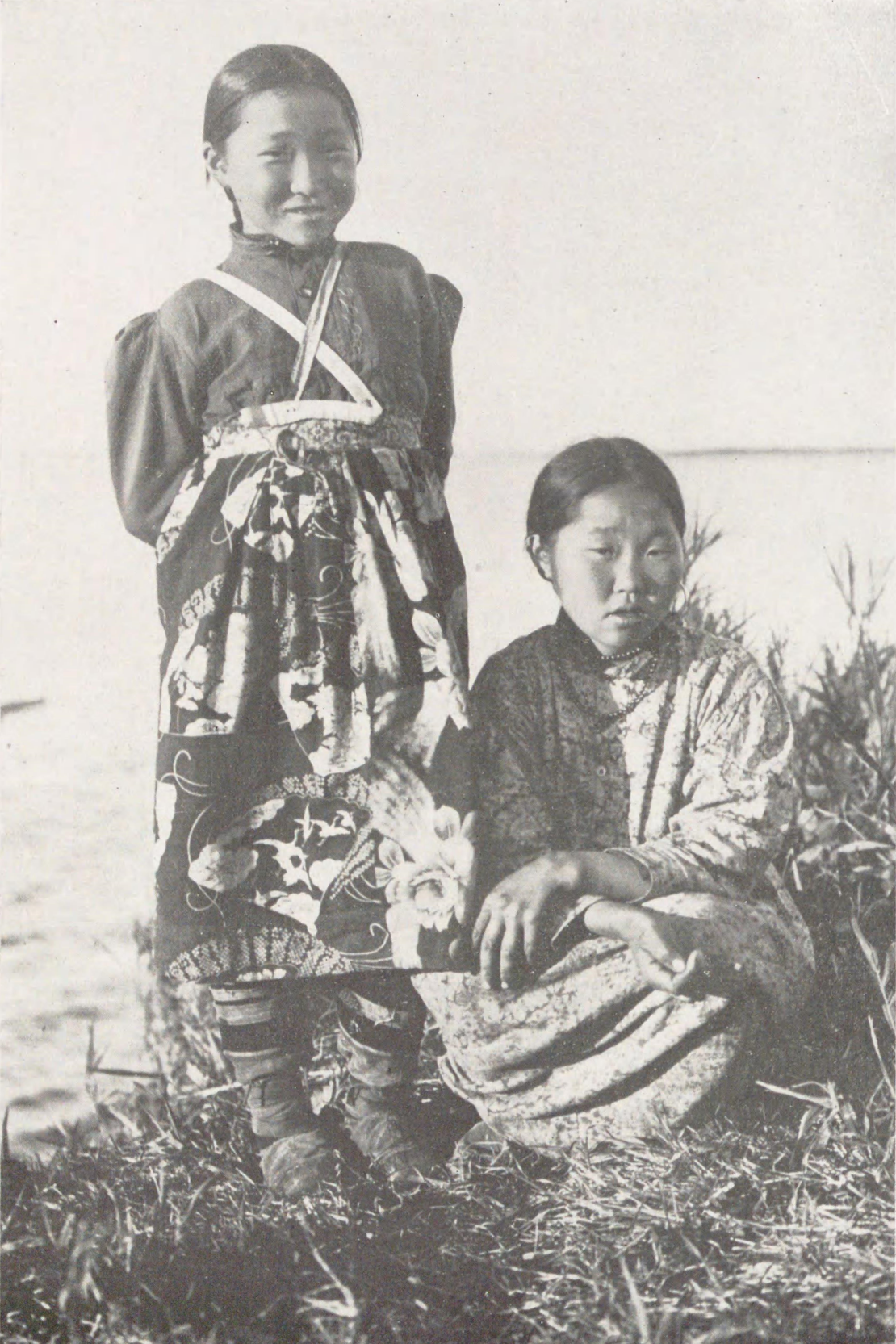
河畔に立つウィルタの少女（1931年）

ロシア革命以前、ウィルタには5大氏族グループがあり、それぞれに独自の移動エリアがあった。しかし、1922年に成立したソビエト連邦政府は、ウィルタに対する従来の政策を変更して、共産主義イデオロギーにもとづく集団化政策を推進した。1932年、ソ連領北樺太のウィルタは、少数のニヴフ、エヴェンキ、ロシア人とともに、トナカイの繁殖を専門とするヴァル村の集団農場に加わった。
1933年（昭和8年）以降、日本領南樺太ではアイヌに戸籍が与えられて「内地人」扱いとなったが、ウィルタやニヴフには戸籍が与えられず、「土人」扱いのままだった。樺太アイヌには刑法と民法が適用されたが、ウィルタとニヴフには刑法のみが適用されるにとどまった。ただ、同化政策がなされたのは、ソ連統治下の北サハリンも同じであった。
1941年（昭和16年）、太平洋戦争が始まると、日本陸軍はウィルタやニヴフの高い身体能力に目を付け、ソ連軍の動きを探る活動に従事させた。1942年、陸軍特務機関は、敷香町在住のウィルタ22人、ニヴフ18人の計40名に日本名を与え、諜報部隊に配置した。諜報員として召集された者の多くは戦後シベリアに抑留され、その多くは同地で死去したといわれる。オタスに育ったウィルタのダーヒンニェニ・ゲンダーヌ（北川源太郎）は、そのなかを生き残った。
1945年（昭和20年）8月9日のソ連対日参戦、8月20日の樺太の戦いを経て樺太全島はソビエト連邦領となったが、戦後、ウィルタの一部には網走市・釧路市など北海道に移住した者もいた。10年近くシベリア抑留を受けたダーヒンニェニ・ゲンダーヌも網走に移った一人である。ウィルタの人びとは、1952年（昭和27年）のサンフランシスコ平和条約発効の際、就籍という形で参政権を獲得した。
ダーヒンニェニ・ゲンダーヌは、スパイ幇助罪の判決を受けて9年6か月にわたって抑留され、強制労働に従事させられたが、サハリンで「戦犯者」の汚名を受けながら肩身の狭い思いをするよりはと1955年（昭和30年）、渡航先を京都府舞鶴港に選び、住地を故郷に雰囲気の似ている網走市に定めた。彼は3年後、サハリンにいる父北川ゴルゴロと姉家族総勢9人を、9年後、サハリンの妹家族総勢8人を網走に呼び寄せた。1975年（昭和50年）には、田中了やダーヒンニェニ・ゲンダーヌらの努力により、ウィルタ民族の人権や戦後補償問題を解決する趣旨にもとづいて「オロッコの人権と文化を守る会」が設立された。同年、かつての上官の手紙から旧軍人には恩給が支払われることを知ったダーヒンニェニ・ゲンダーヌは、「オロッコの人権と文化を守る会」の協力も得ながら申請手続きを行ったが認められなかった。「オロッコの人権と文化を守る会」は、1976年12月、「ウィルタ協会」と改称された。1978年（昭和53年）、ウィルタはじめ北方民族の文化を残したいという彼の呼びかけに募金が集まり、網走市が提供した土地に「ジャッカ・ドフニ」（ウィルタ語で「大切な物を収める家」という意味）と名付けた資料館が設立された。
ウィルタが守り神とする木偶（セワ）の制作を受け継いでいる大広朔洋によると、ダーヒンニェニ・ゲンダーヌの義妹であった北川アイ子が2007年に網走で死去して以降、日本ではウィルタの民族的アイデンティティを名乗る人は絶えてしまったという。兄の死後は彼女も館長を務めた「ジャッカ・ドフニ」は、2010年10月31日をもって閉館した。「ジャッカ・ドフニ」に収められていた収蔵品は、散逸することなく、一括で北海道立北方民族博物館に収蔵されることになった。
一方のロシアでは、子どもたちがニヴフ、ナナイ、エヴェンキの子どもたちとともに寄宿学校でロシア語による教育がほどこされており、ロシア化の影響が年々強まっている。ウィルタの民族組織がなかったにもかかわらず、N・ソロビョフは1990年3月30日から31日にかけてモスクワで開かれた北部少数民族会議にウィルタ族代表として参加した。

## 生業
農業を営むことなく、主として小規模なトナカイの牧畜、狩猟、漁撈などを生業とした。ただ、漁撈民であるニヴフ（ギリヤーク）にくらべると山での生活が多く、漁撈はやや補助的なものであることが昭和10年代の樺太を調査した研究者、犬飼哲夫によって報告されている。春から夏にかけてはサハリン東部のオホーツク海沿岸に住んで漁撈や海獣狩猟にたずさわり、冬は内陸部で狩猟をおこないながら移動生活を送った。狩猟で捕獲する陸上動物はオオカミ、イノシシ、キツネ、ヤマネコなどであった。移動手段はトナカイであり、トナカイの飼料となる草やコケ、魚獣の利を求めて移動した。トナカイは魚や獣類のほか、諸雑器や狩猟・漁撈具などの運搬にも利用された。また、少数ではあるがサハリン南部に散在してニヴフやアイヌとも接触交渉をもつ者があった。
彼らは民族誌のうえでは、オロチ族やウリチ族に近いといわれるが、トナカイの繁殖にもとづく経済という点では彼らと大きく異なっている。トナカイへの愛着は深く、それはエヴェンキ族の支族ではないかとみなされる契機となったほどである。漁撈にたずさわってきたことが彼らの生活様式に強い影響を与え、遊牧民としての生活習慣をいくらか修正しなければならなかった。彼らの移動が比較的制限されていたのは夏季に漁場付近にとどまる必要があったためで、春には冬のテントがタイガのなかに残された。上述した5氏族は、それぞれが独自の移動ルートをもっていた。彼らに独特の慣行はアムール川沿いの交易所に加わるため大陸を定期的に訪れることであった。トナカイを逃げないようにする工夫として、ウィルタの人びとはヤナギの若い枝でつくった「カイガリ」という首輪をトナカイの首に巻き、その下にチェーンガイをぶら下げてトナカイの脚を止める方法があった。
ソビエト政権下では野菜の栽培と牧牛が新しい生業として加わったが、漁撈と海獣狩猟は今もなお、いくらかの重要性を保っている。

## 文化・習俗

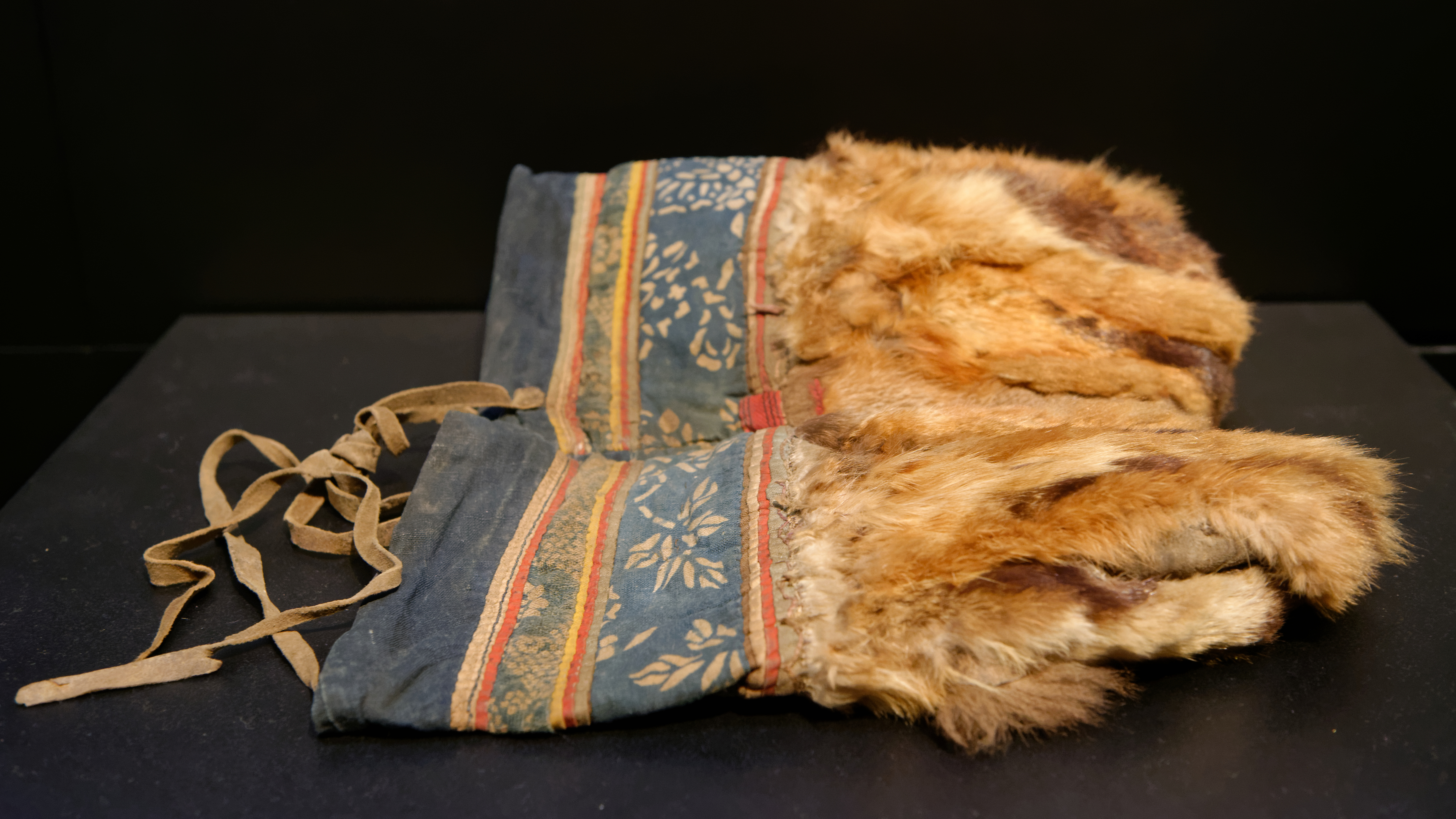
キツネ皮の手袋（19世紀頃のもの。ドレスデン美術館所蔵）

伝統的住居はエヴェンキ（キーリン）やオロチョンなど他のツングース系民族と同様、比較的細い木の幹の柱を何本も組んで、外部を毛皮で覆った天幕式住居であった。テント式住居は、円錐形のものと棟を設けるものがあった。屋根の覆いは冬季にあっては綴り合せたカバノキの樹皮もしくは魚皮、初夏から秋にかけては剥いだ雑木の皮を用いた。1932年に設立されたトナカイ繁殖を専門に行うヴァルの集団農場にはウィルタのほか、ニヴフ、エヴェンキ、ロシア人も加わったが、そこでの住居はロシア風の丸太小屋であった。
衣服のうち、肌の上に着る物の多くは魚皮製であった。獣皮の衣服も用いられ、木綿衣はウリチ（山丹人）との交易で入手したという。キツネの毛皮を利用した手袋なども用いていた。
ヘアスタイルは男子が主に斬髪、女子は辮髪であった。
「イルガ」と呼ばれる独特の連続文様があり、衣服や布製品、小物、食器などあらゆるものに施されてきた。また、ウィルタ独自の切り紙細工やその型紙のことを「イルガ」ということもある。ウィルタでは皮なめし、とりわけトナカイの皮をなめす技術が発達しており、刺繍も巧妙である。布・紙・草などでつくる人形づくりもさかんで、このような人形を、ウィルタでは「ホホー」といった。

### 言語
言語は、広義のツングース語に分類され、アムール川下流のウリチ族が話すウリチ語、ナナイ族の話すナナイ語に似ている。エヴェンキ語やネギダール語とも共通の特徴を共有している。固有の文字を持たなかったが、現在ではキリル文字で表記することができる。
一人一人が大自然のなかで自立して生き、少人数でトナカイと共に移動生活をしてきたため、さまざまな民族とかかわって生きてきたウィルタは、文字こそ有しなかったものの語学能力には長けており、多くは数言語を操った。また、文字を持たないために常に記憶することが幼少期から習慣化されていて、記憶力にも優れているという。

### 精神生活
シャーマニズムが信仰の基盤となっている。シャーマン（サマ）は、超自然的な能力や透視力をもつ者として尊敬された。シャーマンはボオ（天。ウィルタの神）の教えを受けた者として、予言や病者の治療にあたり、狩猟・漁撈の成功を祈願し、また、死者の霊魂を他界に送る儀礼を、そのために設営された祭壇で行った。祭壇には高い柱が設けられたが、ウィルタの柱は「トゥルー（turu）」と呼ばれ、彫刻が施されていた。人びとは、自らの守り神として木偶「セワ」を作るなどの宗教的な営みを行っていた。「セワ」は人の形をしたものが多く、特に子どもが病気にかかった際には母親が50センチメートルから70センチメートル大の「セワ」を作って家屋の戸口に飾るならわしがあり、シャーマンの祈りの力を借りて災禍を天空に放ったという。シャーマンの用いるトナカイの皮製の太鼓を「ダーリ」といい、叩くバチを「ギシプ」といった。シャーマンが踊る際には、腰の下にいくつもの金具を並べて音を出す「ヤークパ」や袋張りの中に小砂利を入れた打楽器「ヨードプ」でリズムをとった。
ウィルタには、自分たちの祖先がユーラシア大陸からトナカイをともなってサハリンに移住してきたという言い伝えがあった。ウィルタ文化には、物質文化のみならず精神文化においてもアムール川流域の先住民に共通する特徴がある。島の造化神として神話に登場する海神「ハダウ」もその一例である。
葬送は一般に土葬である。ただし、冬季の土葬は難しいので遺体をくるんで他の動物に食べられないように樹木に縛っておくこともあった。ウィルタでは、土葬された人は土中で眠り続け、やがて神になると信じられた。

### 社会生活
ウィルタ社会は、父系的な外婚規制のある氏族組織をもっていた。氏族の組織は、「ガサ」ないし「ガシャ」と称され、集団を組んで移動するが、その移動範囲はガサ（ガシャ）ごとにほぼ一定であった。ウィルタの人びとはトナカイを飼うため、犬を飼う民族には近寄らず、異民族との結婚をなるべく避けようとする傾向があり、結婚相手が他民族でもいやがらない社交的なニヴフ（ギリヤーク）とは対照的であるという。
ウィルタ社会本来の特徴は、1.戦争や争いを好まないこと、2.上下関係・階級をもたないこと、3.私有の観念の薄弱であることなどであるという。食糧も大地からの恵みとして必要以上には捕獲せず、貧しい者には分け与え、相互扶助の精神が発達していた。上述したシャーマンも階級的な要素をもたないものである。

### 通過儀礼
ウィルタの少年たちは、時が来ればチョウザメ狩りに参加し、通常はオオチョウザメまたはダウリアチョウザメを探した。これには、通常一週間分のわずかな食料と特殊な槍で武装した少年が1人で出かけることが含まれていた。チョウザメを仕留めると、ハンターはその歯を1つ取り、額か腕に印を刻む。これは、漁猟が成功したことを示す証である。魚の大きさ、強さ、激しさのために、首尾よくチョウザメを殺すことができず、多くのハンターが命を落としたという。

## 身体的特徴
他の種族との混血も認められるが、短頭・広頭で頬骨が発達し、眼には蒙古襞がなく、一重で切れ長である。頭髪は黒褐色の直毛で、ヒゲをはじめ体毛は少ない。唇は薄く、皮膚の色は黄褐色でモンゴロイドの特徴を呈している。ニヴフに比較すると、ウィルタの人びとの皮膚、目、毛髪の色は際立って明るい。これは、ネギダール、ナナイについても同様の傾向が指摘できる。

## 日本のウィルタ民族の著名人
- 北川ゴルゴロ（1899年頃 - 1978年）･･･日本名:北川五郎、ウィルタ名:ダーヒンンェニ・ゴルゴロ（Daxinnieni Gorgolo）。ウィルタのシャーマン。樺太出身。
- 佐藤チヨ（1910年? - 1985年）･･･ウィルタ名：ナプカ。南樺太のオタス（敷香郡敷香町）出身。釧路市で死去。ウィルタの語り部。
- ダーヒンニェニ・ゲンダーヌ （Dahinien Gendanu / Daxinnieni Geldanu、1926年頃（戸籍上は1924年3月17日） - 1984年7月8日）･･･日本名：北川源太郎。北川ゴルゴロの養子。民族研究家・運動家。ウィルタ文化の継承・普及に努力。「ジャッカ・ドフニ」設立者・館長。南樺太のオタス出身。
- 北川アイ子（1928年 - 2007年12月16日）･･･ダーヒンニェニ・ゲンダーヌの義妹。オタス出身。「フレップ会」の顧問や「ジャッカ・ドフニ」の館長を務めた[注釈 9]。

## ウィルタを題材にした作品
- 野田サトル『ゴールデンカムイ』（漫画・アニメ） - 樺太編においてその習俗が描かれ[36][37]、ウィルタ語も室蘭工業大学准教授であり、ウィルタ語研究者である山田祥子[38][39]の監修を得て表現されている[40]。

- 川越宗一 『熱源（小説）』 - 樺太を舞台にした歴史小説[41]。作中にウィルタが登場する。[42][43]